# Leng Nora
Leng Nora (tiếng Khmer: ឡេង ណូរ៉ា [ˈleːŋ ˌnoːraː]; sinh ngày 19 tháng 9 năm 2004) là cầu thủ bóng đá Campuchia chơi ở vị trí hậu vệ biên tấn công cánh trái cho câu lạc bộ Visakha và Đội tuyển bóng đá quốc gia Campuchia.

## Đời tư
Nora được sinh ra ở Phnôm Pênh, là người gốc Ghana.

## Thống kê sự nghiệp

### Quốc tế
Tính đến 19 tháng 12 năm 2021.
| Campuchia | Campuchia | Campuchia |
| Năm       | Trận      | Bàn thắng |
| --------- | --------- | --------- |
| 2021      | 3         | 0         |
| Tổng cộng | 3         | 0         |